# ホウロクシギ
ホウロクシギ（焙烙鷸、学名:Numenius madagascariensis） は、チドリ目シギ科に分類される鳥類の一種である。和名の由来は長く伸びた頸が焙烙の取っ手に似ていることから。

## 分布
シベリアやカムチャツカ、中国東北部で繁殖し、冬期にはフィリピンや台湾、オーストラリアなどへ渡りをおこない越冬する。形態がよく似ているダイシャクシギと比べると、繁殖地は局地的である。
日本では、旅鳥として春と秋の渡りの途中で渡来するが、西日本では少数の個体が越冬する。北海道では夏季の観察例もある。

## 形態
全長約62cm。日本に渡来するシギではダイシャクシギと並んで最大級の大きさであり、体重が1kgに達する個体もいる。長い脚と体長の1/3を占めるくちばしが特徴で、全身の羽毛は褐色の細かいまだらもよう。

## 生態
渡りの時期は、主に河口や海辺の干潟に生息する。干潟では干潮時に歩き回って、長い嘴を利用し主にカニや他の甲殻類、ゴカイ等を捕食する。稀に昆虫類を捕食する姿も記録されている。数羽から数十羽の群れを形成し、ダイシャクシギとの混群を形成することもある。
約2万kmの距離を飛び、海岸や湿地などに着陸して採食しやすい海岸沿いを渡る。
大きな声で「ホーイーン」と鳴く。「ポーイ」「ポイ ピュウ ポウ」などとも鳴くが、いずれもダイシャクシギと似ている。
繁殖期はシベリア東部などの湿原に生息し、数つがいでコロニーを形成する。地表に営巣し、通常4個の卵を産む。

## 人間との関係
明治維新以降に干潟の埋め立てが行われ、戦後の高度経済成長期にそれが加速したことで中継地を失い、水質汚染による餌の減少もあり渡来数が減少している。こうした傾向はアジアの国々にも広がっている。

## 保全状態評価
- ENDANGERED (IUCN Red List Ver. 3.1 (2001))
- 絶滅危惧II類 (VU)（環境省レッドリスト）